# Królestwo Egiptu
Królestwo Egiptu – historyczne państwo arabskie powstałe po uzyskaniu (oficjalnej) niepodległości od Brytyjczyków. Położone częściowo w północno-wschodniej Afryce i częściowo w Azji (półwysep Synaj), nad Morzem Śródziemnym i nad Morzem Czerwonym.

## Królowie
- Fu’ad I (brat sułtana Husajna Kāmila)
  - sułtan Egiptu (1917–1922)
  - król Sudanu (1917–1936)
  - suweren Nubii (1917–1936)
  - suweren Kordofanu (1917–1936)
  - suweren Darfuru (1917–1936)
  - król Egiptu (1922–1936)
- Faruk I (syn króla Fuada I)
  - król Egiptu (1936–1952)
  - król Sudanu (1936–1952)
  - suweren Nubii (1936–1952)
  - suweren Kordofanu (1936–1952)
  - suweren Darfuru (1936–1952)
- Fu’ad II (syn króla Faruka I)
  - król Egiptu (1952–1953)
  - król Sudanu (1952–1953)
  - suweren Nubii (1952–1953)
  - suweren Kordofanu (1952–1953)
  - suweren Darfuru (1952–1953)

## Sąsiedzi
- Wielka Brytania
  - Palestyna (do 1948)
  - Sudan (kondominium brytyjsko-egipskie)
- Królestwo Włoch (od 1946 Republika Włoska)
  - Libia (od 1951 niepodległa)
- Izrael (od 1948)

## Historia

### Powstanie
W latach 1804–1914 istniało tu Wicekrólestwo Egiptu, które w 1878 roku dostało się pod brytyjską okupację. Gdy Imperium Osmańskie 2 sierpnia 1914 roku nawiązało sojusz z II Rzeszą Niemiecką (stając się sojusznikiem państw centralnych) Wielka Brytania ogłosiła Egipt swoim protektoratem. Usunęła protureckiego wicekróla Abbas II Hilmi. Na miejsce tureckiego wicekrólestwa Egiptu wprowadziła Sułtanat Egiptu, a sułtanem mianowano Husajna Kāmila.

### Okres międzywojenny
Stan z 1914 utrzymywał się do 28 lutego 1922 roku, gdy Egipt oficjalnie ogłosił niepodległość od Wielkiej Brytanii. Panujący wówczas już 5 lat drugi sułtan Egiptu (brat Husajna Kāmila) został pierwszym nowożytnym królem Egiptu. Mimo formalnej niepodległości, Egipt nadal znajdował się w strefie wpływów brytyjskich.

### II wojna światowa

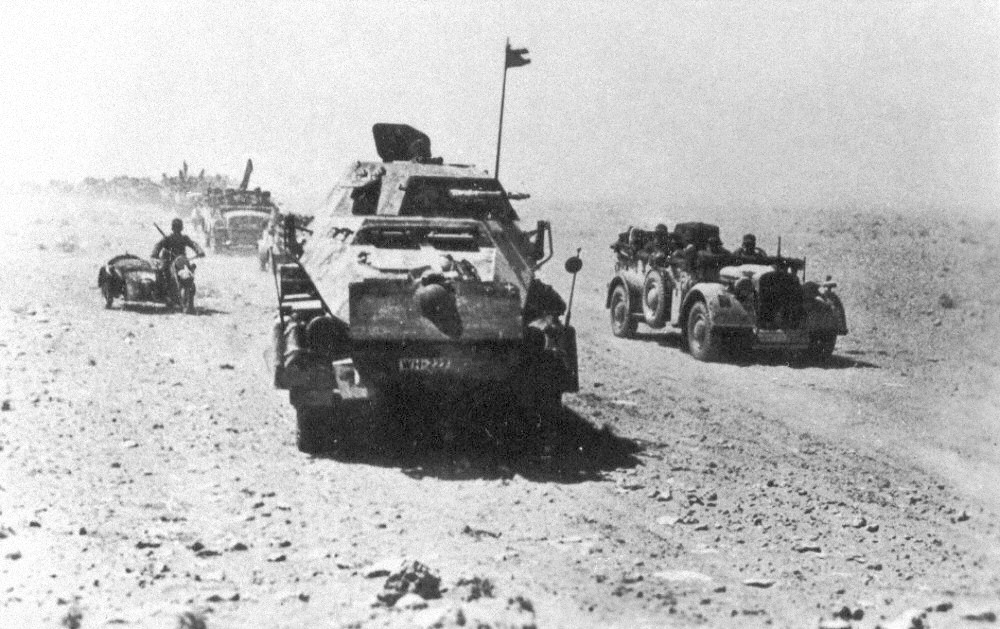
Afrika Korps w Egipcie, 1942 rok

W 1940 Włochy przystąpiły do wojny po stronie Niemiec. Włochy posiadały dwie kolonie w Afryce – Libię i Włoską Afrykę Wschodnią.
13 września 1940 roku armia włoska, pod dowództwem marszałka Rodolfo Grazianiego, przekroczyła granicę Egiptu i zdobyła Sidi Barrani. Włosi umocnili się i czekali na zaopatrzenie dla armii. Brytyjczycy - dowodzeni przez generała Archibalda Wavella - wycofali się do Marsa Matruh. 9 grudnia Brytyjczycy przypuścili kontrofensywę, która wyparła Włochów z Egiptu i zajęła Cyrenajkę oraz wschodnią Libię (wraz z Bardią i Tobrukiem).
9 stycznia 1941 roku Adolf Hitler podjął decyzję o wsparciu swego włoskiego sojusznika. W lutym Włosi broniący się w Libii zostali wsparci przez pierwsze oddziały Afrika Korps dowodzonego przez generała Erwina Rommla.
31 marca ruszyło natarcie wojsk niemiecko-włoskich, które podzieliło armię brytyjską na pół i zepchnęło ją aż nad granicę libijsko-egipską, pozostawiając jedynie załogę w oblężonym Tobruku. 25 sierpnia obleganych Australijczyków wsparła polska Samodzielna Brygada Strzelców Karpackich. 18 listopada Brytyjczycy rozpoczęli kontrofensywę, która po ciężkich walkach zniosła oblężenie Tobruku oraz zepchnęła Włochów i Niemców z powrotem do Cyrenajki. 21 stycznia 1942 roku rozpoczęła się jednak nowa niemiecko-włoska ofensywa, która nie dość, że odzyskała utracone terytoria libijskie, Cyrenajkę i Tobruk, to dotarła w głąb Egiptu, aż pod El Alamein. II bitwa pod El Alamein trwała od 31 sierpnia do 4 listopada i zakończyła się porażką wojsk świeżo mianowanego na feldmarszałka Erwina Rommla. Rozpoczął się po niej pościg wojsk alianckich za Afrika Korps, w czasie którego wrogie wojska zostały ostatecznie wyparte z terytorium Egiptu.